# Élections législatives de 2022 dans la Côte-d'Or
Les élections législatives françaises de 2022 se déroulent les 12 et 19 juin 2022. Dans la Côte-d'Or, cinq députés sont à élire dans le cadre de cinq circonscriptions.

## Contexte

### Résultats de l'élection présidentielle de 2022 par circonscription
| Circonscription | 1er tour | 1er tour | 1er tour  |         | 2d tour | 2d tour |
| Circonscription | Macron   | Le Pen   | Mélenchon | Macron  | Le Pen  |         |
| --------------- | -------- | -------- | --------- | ------- | ------- | ------- |
| Circonscription |          |          |           |         |         |         |
| 1re             | 33,48 %  | 15,62 %  | 21,39 %   | 69,12 % | 30,88 % |         |
| 2e              | 28,03 %  | 23,27 %  | 21,31 %   | 59,03 % | 40,97 % |         |
| 3e              | 27,42 %  | 24,22 %  | 23,11 %   | 58,65 % | 41,35 % |         |
| 4e              | 24,60 %  | 30,17 %  | 16,02 %   | 47,92 % | 52,08 % |         |
| 5e              | 29,03 %  | 28,34 %  | 14,27 %   | 52,75 % | 47,25 % |         |

## Système électoral
Les élections législatives ont lieu au scrutin uninominal majoritaire à deux tours dans des circonscriptions uninominales.
Est élu au premier tour le candidat qui réunit la majorité absolue des suffrages exprimés et un nombre de voix au moins égal au quart (25 %) des électeurs inscrits dans la circonscription. Si aucun des candidats ne satisfait ces conditions, un second tour est organisé entre les candidats ayant réuni un nombre de voix au moins égal à un huitième des inscrits (12,5 %) ; les deux candidats arrivés en tête du premier tour se maintiennent néanmoins par défaut si un seul ou aucun d'entre eux n'a atteint ce seuil. Au second tour, le candidat arrivé en tête est déclaré élu.
Le seuil de qualification basé sur un pourcentage du total des inscrits et non des suffrages exprimés rend plus difficile l'accès au second tour lorsque l'abstention est élevée. Le système permet en revanche l'accès au second tour de plus de deux candidats si plusieurs d'entre eux franchissent le seuil de 12,5 % des inscrits. Les candidats en lice au second tour peuvent ainsi être trois, un cas de figure appelé « triangulaire ». Les second tours où s'affrontent quatre candidats, appelés « quadrangulaire » sont également possibles, mais beaucoup plus rares.

### Partis et nuances
Les résultats des élections sont publiés en France par le ministère de l'Intérieur, qui classe les partis en leur attribuant des nuances politiques. Ces dernières sont décidées par les préfets, qui les attribuent indifféremment de l'étiquette politique déclarée par les candidats, qui peut être celle d'un parti ou une candidature sans étiquette.
En 2022, seules les coalitions Ensemble (ENS) et Nouvelle Union populaire écologique et sociale (NUP), ainsi que le Parti radical de gauche (RDG), l'Union des démocrates et indépendants (UDI), Les Républicains (LR), le Rassemblement national (RN) et Reconquête (REC) se voient attribuer  une nuance propre,,.
Tous les autres partis se voient attribuer l'une ou l'autre des nuances suivantes : DXG (divers extrême gauche), DVG (divers gauche), ECO (écologiste), REG (régionaliste), DVC (divers centre), DVD (divers droite), DSV (droite souverainiste) et DXD (divers extrême droite). Des partis comme Debout la France ou Lutte ouvrière ne disposent ainsi pas de nuance propre, et leurs résultats nationaux ne sont pas publiés séparément par le ministère, car mélangés avec d'autres partis (respectivement dans les nuances DSV et DXG),.

## Résultats

### Élus
| Circonscription                                 | Député sortant     | Parti | Parti | Député élu ou réélu | Parti | Parti |
| ----------------------------------------------- | ------------------ | ----- | ----- | ------------------- | ----- | ----- |
| 1re                                             | Didier Martin      |       | LREM  | Didier Martin       |       | LREM  |
| 2e                                              | Rémi Delatte*      |       | LR    | Benoît Bordat       |       | FP    |
| 3e                                              | Fadila Khattabi    |       | LREM  | Fadila Khattabi     |       | LREM  |
| 4e                                              | Yolaine de Courson |       | MoDem | Hubert Brigand      |       | LR    |
| 5e                                              | Didier Paris       |       | LREM  | Didier Paris        |       | LREM  |
| * député sortant ne se représentant pas en 2022 |                    |       |       |                     |       |       |

### Résultats à l'échelle du département

#### Résultats par coalition
| Parti et coalition                                           | Parti et coalition                                           | Parti et coalition                              | Premier tour | Premier tour | Premier tour | Second tour   | Second tour   | Second tour | Total Sièges  | +/-           |  |
| Parti et coalition                                           | Parti et coalition                                           | Parti et coalition                              | Voix         | %            | Sièges       | Voix          | %             | Sièges      | Total Sièges  | +/-           |  |
| ------------------------------------------------------------ | ------------------------------------------------------------ | ----------------------------------------------- | ------------ | ------------ | ------------ | ------------- | ------------- | ----------- | ------------- | ------------- |  |
|                                                              |                                                              | La République en marche (LREM)                  | 31 649       | 17,15        | 0            | 54 404        | 33,50         | 3           | 3             | 1             |  |
|                                                              | Fédération progressiste (FP)                                 | 9 347                                           | 5,06         | 0            | 15 714       | 9,68          | 1             | 1           | Nv            |               |  |
|                                                              | Mouvement démocrate (MoDem)                                  | 5 868                                           | 3,18         | 0            |              |               |               | 0           | Nv            |               |  |
| Total Ensemble (ENS)                                         | Total Ensemble (ENS)                                         | 46 864                                          | 25,39        | 0            | 70 118       | 43,17         | 4             | 4           | en stagnation |               |  |
|                                                              |                                                              | La France insoumise (LFI)                       | 24 615       | 13,34        | 0            | 28 919        | 17,81         | 0           | 0             | en stagnation |  |
|                                                              | Europe Écologie Les Verts (EELV)                             | 10 115                                          | 5,48         | 0            | 14 684       | 9,04          | 0             | 0           | en stagnation |               |  |
|                                                              | Parti communiste français (PCF)                              | 8 299                                           | 4,50         | 0            |              |               |               | 0           | en stagnation |               |  |
| Total Nouvelle Union populaire écologique et sociale (NUPES) | Total Nouvelle Union populaire écologique et sociale (NUPES) | 43 029                                          | 23,31        | 0            | 43 603       | 26,85         | 0             | 0           | en stagnation |               |  |
|                                                              | Rassemblement national (RN)                                  | Rassemblement national (RN)                     | 37 151       | 20,13        | 0            | 29 356        | 18,08         | 0           | 0             | en stagnation |  |
|                                                              |                                                              | Les Républicains (LR)                           | 24 607       | 13,33        | 0            | 19 332        | 11,90         | 1           | 1             | en stagnation |  |
| Total Union de la droite et du centre (UDC)                  | Total Union de la droite et du centre (UDC)                  | 24 607                                          | 13,33        | 0            | 19 332       | 11,90         | 1             | 1           | en stagnation |               |  |
|                                                              | Reconquête (REC)                                             | Reconquête (REC)                                | 8 259        | 4,47         | 0            |               |               |             | 0             | Nv            |  |
|                                                              | Dissidents Ensemble                                          | Dissidents Ensemble                             | 4 532        | 2,46         | 0            | 0             | Nv            |             |               |               |  |
|                                                              | Dissidents NUPES                                             | Dissidents NUPES                                | 4 498        | 2,44         | 0            | 0             | en stagnation |             |               |               |  |
|                                                              | Parti radical de gauche (PRG)                                | Parti radical de gauche (PRG)                   | 2 539        | 1,38         | 0            | 0             | en stagnation |             |               |               |  |
|                                                              |                                                              | Debout la France (DLF)                          | 1 015        | 0,55         | 0            | 0             | en stagnation |             |               |               |  |
|                                                              | Les Patriotes (LP)                                           | 933                                             | 0,51         | 0            | 0            | Nv            |               |             |               |               |  |
| Total Union pour la France (UPF)                             | Total Union pour la France (UPF)                             | 1 948                                           | 1,06         | 0            | 0            | en stagnation |               |             |               |               |  |
|                                                              | Lutte ouvrière (LO)                                          | Lutte ouvrière (LO)                             | 1 893        | 1,03         | 0            | 0             | en stagnation |             |               |               |  |
|                                                              | Écologie au centre (EAC)                                     | Écologie au centre (EAC)                        | 1 430        | 0,77         | 0            | 0             | en stagnation |             |               |               |  |
|                                                              | Dissidents Les Républicains                                  | Dissidents Les Républicains                     | 1 217        | 0,66         | 0            | 0             | en stagnation |             |               |               |  |
|                                                              | Parti animaliste (PA)                                        | Parti animaliste (PA)                           | 1 001        | 0,54         | 0            | 0             | en stagnation |             |               |               |  |
|                                                              |                                                              | L'Engagement (ENG)                              | 839          | 0,45         | 0            | 0             | Nv            |             |               |               |  |
| Total Fédération de la gauche républicaine (FGR)             | Total Fédération de la gauche républicaine (FGR)             | 839                                             | 0,45         | 0            | 0            | Nv            |               |             |               |               |  |
|                                                              | Dissidents Union des démocrates et indépendants              | Dissidents Union des démocrates et indépendants | 386          | 0,21         | 0            | 0             | Nv            |             |               |               |  |
|                                                              | Parti pirate (PP)                                            | Parti pirate (PP)                               | 270          | 0,15         | 0            | 0             | Nv            |             |               |               |  |
|                                                              | Parti ouvrier indépendant démocratique (POID)                | Parti ouvrier indépendant démocratique (POID)   | 235          | 0,13         | 0            | 0             | en stagnation |             |               |               |  |
|                                                              |                                                              | République souveraine (RS)                      | 45           | 0,02         | 0            | 0             | Nv            |             |               |               |  |
| Total La Raison du peuple (LRDP)                             | Total La Raison du peuple (LRDP)                             | 45                                              | 0,02         | 0            | 0            | Nv            |               |             |               |               |  |
|                                                              | Sans étiquette (SE)                                          | Sans étiquette (SE)                             | 3 828        | 2,07         | 0            | 0             | en stagnation |             |               |               |  |
|                                                              |                                                              |                                                 |              |              |              |               |               |             |               |               |  |
| Suffrages exprimés                                           | Suffrages exprimés                                           | Suffrages exprimés                              | 184 571      | 98,02        |              | 162 409       | 90,98         |             |               |               |  |
| Votes blancs                                                 | Votes blancs                                                 | Votes blancs                                    | 2 833        | 1,50         | 12 219       | 6,85          |               |             |               |               |  |
| Votes nuls                                                   | Votes nuls                                                   | Votes nuls                                      | 903          | 0,48         | 3 881        | 2,17          |               |             |               |               |  |
| Total                                                        | Total                                                        | Total                                           | 188 307      | 100          | 0            | 178 509       | 100           | 5           | 5             | en stagnation |  |
| Abstentions                                                  | Abstentions                                                  | Abstentions                                     | 180 193      | 48,90        |              | 190 018       | 51,66         |             |               |               |  |
| Inscrits/Participation                                       | Inscrits/Participation                                       | Inscrits/Participation                          | 368 500      | 51,10        | 368 527      | 48,44         |               |             |               |               |  |

#### Résultats par nuance
| Nuance                 | Nuance                                         | Nuance                 | Premier tour | Premier tour | Premier tour | Second tour | Second tour   | Second tour | Total Sièges | +/-           |  |
| Nuance                 | Nuance                                         | Nuance                 | Voix         | %            | Sièges       | Voix        | %             | Sièges      | Total Sièges | +/-           |  |
| ---------------------- | ---------------------------------------------- | ---------------------- | ------------ | ------------ | ------------ | ----------- | ------------- | ----------- | ------------ | ------------- |  |
|                        | Ensemble !                                     | ENS                    | 46 864       | 25,39        | 0            | 70 118      | 43,17         | 4           | 4            | en stagnation |  |
|                        | Nouvelle Union populaire écologique et sociale | NUP                    | 43 029       | 23,31        | 0            | 43 603      | 26,85         | 0           | 0            | en stagnation |  |
|                        | Rassemblement national                         | RN                     | 37 151       | 20,13        | 0            | 29 356      | 18,08         | 0           | 0            | en stagnation |  |
|                        | Les Républicains                               | LR                     | 24 607       | 13,33        | 0            | 19 332      | 11,90         | 1           | 1            | en stagnation |  |
|                        | Divers droite                                  | DVD                    | 8 512        | 4,61         | 0            |             |               |             | 0            | en stagnation |  |
|                        | Reconquête                                     | REC                    | 8 259        | 4,47         | 0            | 0           | Nv            |             |              |               |  |
|                        | Divers gauche                                  | DVG                    | 5 607        | 3,04         | 0            | 0           | en stagnation |             |              |               |  |
|                        | Ecologistes                                    | ECO                    | 3 335        | 1,81         | 0            | 0           | en stagnation |             |              |               |  |
|                        | Parti radical de gauche                        | RDG                    | 2 539        | 1,38         | 0            | 0           | en stagnation |             |              |               |  |
|                        | Divers extrême gauche                          | DXG                    | 2 128        | 1,15         | 0            | 0           | en stagnation |             |              |               |  |
|                        | Droite souverainiste                           | DSV                    | 1 993        | 1,08         | 0            | 0           | en stagnation |             |              |               |  |
|                        | Union des démocrates et indépendants           | UDI                    | 386          | 0,21         | 0            | 0           | Nv            |             |              |               |  |
|                        | Divers centre                                  | DVC                    | 161          | 0,09         | 0            | 0           | Nv            |             |              |               |  |
|                        |                                                |                        |              |              |              |             |               |             |              |               |  |
| Suffrages exprimés     | Suffrages exprimés                             | Suffrages exprimés     | 184 571      | 98,02        |              | 162 409     | 90,98         |             |              |               |  |
| Votes blancs           | Votes blancs                                   | Votes blancs           | 2 833        | 1,50         | 12 219       | 6,85        |               |             |              |               |  |
| Votes nuls             | Votes nuls                                     | Votes nuls             | 903          | 0,48         | 3 881        | 2,17        |               |             |              |               |  |
| Total                  | Total                                          | Total                  | 188 307      | 100          | 0            | 178 509     | 100           | 5           | 5            | en stagnation |  |
| Abstentions            | Abstentions                                    | Abstentions            | 180 193      | 48,90        |              | 190 018     | 51,66         |             |              |               |  |
| Inscrits/Participation | Inscrits/Participation                         | Inscrits/Participation | 368 500      | 51,10        | 368 527      | 48,44       |               |             |              |               |  |

### Cartes

Nuance politique des candidats arrivés en tête dans chaque commune au 1er tour.
Nuance politique des candidats arrivés en tête dans chaque commune au 2e tour.

### Résultats par circonscription

#### Première circonscription
Député sortant : Didier Martin (La République en marche).
| Candidat                 | Candidat                 | Parti et coalition       | Nuance                   | Premier tour | Premier tour | Second tour | Second tour |
| Candidat                 | Candidat                 | Parti et coalition       | Nuance                   | Voix         | %            | Voix        | %           |
| ------------------------ | ------------------------ | ------------------------ | ------------------------ | ------------ | ------------ | ----------- | ----------- |
|                          | Didier Martin            | LREM (ENS)               | ENS                      | 11 622       | 31,16        | 19 473      | 58,03       |
|                          | Antoine Peillon          | LFI (NUPES)              | NUP                      | 9 558        | 25,63        | 14 085      | 41,97       |
|                          | François-Xavier Dugourd  | LR (UDC)                 | LR                       | 5 521        | 14,80        |             |             |
|                          | Grâce Jourdier           | RN                       | RN                       | 4 558        | 12,22        |             |             |
|                          | Sladana Zivkovic         | PS diss.                 | DVG                      | 2 959        | 7,93         |             |             |
|                          | Ambrine Mohamed          | REC                      | REC                      | 1 599        | 4,29         |             |             |
|                          | Manon Bourguignon        | LP (UPF)                 | DSV                      | 574          | 1,54         |             |             |
|                          | Franck Ayache            | UDI diss.                | UDI                      | 386          | 1,03         |             |             |
|                          | Julien Thévenin          | LO                       | DXG                      | 256          | 0,69         |             |             |
|                          | Amar Titraoui            | H diss.                  | DVC                      | 161          | 0,43         |             |             |
|                          | Dominique Gros           | POID                     | DXG                      | 105          | 0,28         |             |             |
|                          |                          |                          |                          |              |              |             |             |
| Votes valides            | Votes valides            | Votes valides            | Votes valides            | 37 299       | 98,53        | 33 558      | 92,70       |
| Votes blancs             | Votes blancs             | Votes blancs             | Votes blancs             | 424          | 1,12         | 2 026       | 5,60        |
| Votes nuls               | Votes nuls               | Votes nuls               | Votes nuls               | 133          | 0,35         | 616         | 1,70        |
| Total                    | Total                    | Total                    | Total                    | 37 856       | 100          | 36 200      | 100         |
| Abstention               | Abstention               | Abstention               | Abstention               | 32 512       | 46,20        | 34 169      | 48,56       |
| Inscrits / participation | Inscrits / participation | Inscrits / participation | Inscrits / participation | 70 368       | 53,80        | 70 369      | 51,44       |

#### Deuxième circonscription
Député sortant : Rémi Delatte (Les Républicains).
| Candidat                 | Candidat                 | Parti et coalition       | Nuance                   | Premier tour | Premier tour | Second tour | Second tour |
| Candidat                 | Candidat                 | Parti et coalition       | Nuance                   | Voix         | %            | Voix        | %           |
| ------------------------ | ------------------------ | ------------------------ | ------------------------ | ------------ | ------------ | ----------- | ----------- |
|                          | Catherine Hervieu        | EELV (NUPES)             | NUP                      | 10 115       | 29,26        | 14 684      | 48,31       |
|                          | Benoît Bordat            | FP (ENS)                 | ENS                      | 9 347        | 27,04        | 15 714      | 51,69       |
|                          | Mélanie Fortier          | RN                       | RN                       | 7 151        | 20,69        |             |             |
|                          | Adrien Huguet            | LR (UDC)                 | LR                       | 3 952        | 11,43        |             |             |
|                          | Franck Gaillard          | REC                      | REC                      | 1 662        | 4,81         |             |             |
|                          | Bruno David              | LR diss.                 | DVD                      | 1 217        | 3,52         |             |             |
|                          | Claire Rocher            | LO                       | DXG                      | 591          | 1,71         |             |             |
|                          | Amélia Salinas           | DLF (UPF)                | DSV                      | 531          | 1,54         |             |             |
|                          |                          |                          |                          |              |              |             |             |
| Votes valides            | Votes valides            | Votes valides            | Votes valides            | 34 566       | 97,80        | 30 398      | 90,49       |
| Votes blancs             | Votes blancs             | Votes blancs             | Votes blancs             | 607          | 1,72         | 2 294       | 6,83        |
| Votes nuls               | Votes nuls               | Votes nuls               | Votes nuls               | 172          | 0,49         | 901         | 2,68        |
| Total                    | Total                    | Total                    | Total                    | 35 345       | 100          | 33 593      | 100         |
| Abstention               | Abstention               | Abstention               | Abstention               | 36 160       | 50,57        | 37 913      | 53,02       |
| Inscrits / participation | Inscrits / participation | Inscrits / participation | Inscrits / participation | 71 505       | 49,43        | 71 506      | 46,98       |

#### Troisième circonscription
Députée sortante : Fadila Khattabi (La République en marche).
| Candidat                 | Candidat                     | Parti et coalition       | Nuance                   | Premier tour | Premier tour | Second tour | Second tour |
| Candidat                 | Candidat                     | Parti et coalition       | Nuance                   | Voix         | %            | Voix        | %           |
| ------------------------ | ---------------------------- | ------------------------ | ------------------------ | ------------ | ------------ | ----------- | ----------- |
|                          | Fadila Khattabi              | LREM (ENS)               | ENS                      | 8 701        | 25,65        | 14 900      | 50,11       |
|                          | Patricia Marc                | LFI (NUPES)              | NUP                      | 8 610        | 25,38        | 14 834      | 49,89       |
|                          | Dominique-Alexandre Bourgois | RN                       | RN                       | 7 704        | 22,71        |             |             |
|                          | Valérie Grandet              | LR (UDC)                 | LR                       | 2 853        | 8,41         |             |             |
|                          | Xavier Richard               | PS diss.                 | DVG                      | 1 539        | 4,54         |             |             |
|                          | Solène Lacroix-Samper        | REC                      | REC                      | 1 419        | 4,18         |             |             |
|                          | Bruno Louis                  | SE                       | ECO                      | 904          | 2,66         |             |             |
|                          | Clément Van Melckebeke       | ENG (FGR)                | DVG                      | 839          | 2,47         |             |             |
|                          | François Benredjem           | PA                       | ECO                      | 469          | 1,38         |             |             |
|                          | Fabienne Delorme             | LO                       | DXG                      | 318          | 0,94         |             |             |
|                          | Tarja Fauvet                 | PP                       | DVG                      | 270          | 0,80         |             |             |
|                          | Yasmina Hamidi               | DLF (UPF)                | DSV                      | 252          | 0,74         |             |             |
|                          | Julien Collenne              | RS (LRDP)                | DSV                      | 45           | 0,13         |             |             |
|                          |                              |                          |                          |              |              |             |             |
| Votes valides            | Votes valides                | Votes valides            | Votes valides            | 33 923       | 97,85        | 29 734      | 90,34       |
| Votes blancs             | Votes blancs                 | Votes blancs             | Votes blancs             | 569          | 1,64         | 2 388       | 7,26        |
| Votes nuls               | Votes nuls                   | Votes nuls               | Votes nuls               | 177          | 0,51         | 792         | 2,41        |
| Total                    | Total                        | Total                    | Total                    | 34 669       | 100          | 32 914      | 100         |
| Abstention               | Abstention                   | Abstention               | Abstention               | 37 877       | 52,21        | 39 647      | 54,64       |
| Inscrits / participation | Inscrits / participation     | Inscrits / participation | Inscrits / participation | 72 546       | 47,79        | 72 561      | 45,36       |

#### Quatrième circonscription
Députée sortante : Yolaine de Courson (Mouvement démocrate).
| Candidat                 | Candidat                 | Parti et coalition       | Nuance                   | Premier tour | Premier tour | Second tour | Second tour |
| Candidat                 | Candidat                 | Parti et coalition       | Nuance                   | Voix         | %            | Voix        | %           |
| ------------------------ | ------------------------ | ------------------------ | ------------------------ | ------------ | ------------ | ----------- | ----------- |
|                          | Jean-Marc Ponelle        | RN                       | RN                       | 7 733        | 21,14        | 12 459      | 39,19       |
|                          | Hubert Brigand           | LR (UDC)                 | LR                       | 6 661        | 18,21        | 19 332      | 60,81       |
|                          | Stéphane Guinot          | LFI (NUPES)              | NUP                      | 6 447        | 17,63        |             |             |
|                          | Yolaine de Courson       | MoDem (ENS)              | ENS                      | 5 868        | 16,04        |             |             |
|                          | Laurence Porte           | H diss.                  | DVD                      | 4 371        | 11,95        |             |             |
|                          | Patrick Molinoz          | PRG                      | RDG                      | 2 539        | 6,94         |             |             |
|                          | Loup Bommier             | REC                      | REC                      | 1 736        | 4,75         |             |             |
|                          | Michel Guillet           | PA                       | ECO                      | 532          | 1,45         |             |             |
|                          | Julien Beudet            | LP (UPF)                 | DSV                      | 359          | 0,98         |             |             |
|                          | Isabelle Marchal         | LO                       | DXG                      | 328          | 0,90         |             |             |
|                          |                          |                          |                          |              |              |             |             |
| Votes valides            | Votes valides            | Votes valides            | Votes valides            | 36 574       | 98,02        | 31 791      | 90,79       |
| Votes blancs             | Votes blancs             | Votes blancs             | Votes blancs             | 560          | 1,50         | 2 472       | 7,06        |
| Votes nuls               | Votes nuls               | Votes nuls               | Votes nuls               | 177          | 0,47         | 754         | 2,15        |
| Total                    | Total                    | Total                    | Total                    | 37 311       | 100          | 35 017      | 100         |
| Abstention               | Abstention               | Abstention               | Abstention               | 31 084       | 45,45        | 33 383      | 48,81       |
| Inscrits / participation | Inscrits / participation | Inscrits / participation | Inscrits / participation | 68 395       | 54,55        | 68 400      | 51,19       |

#### Cinquième circonscription
Député sortant : Didier Paris (La République en marche).
| Candidat                 | Candidat                 | Parti et coalition       | Nuance                   | Premier tour | Premier tour | Second tour | Second tour |
| Candidat                 | Candidat                 | Parti et coalition       | Nuance                   | Voix         | %            | Voix        | %           |
| ------------------------ | ------------------------ | ------------------------ | ------------------------ | ------------ | ------------ | ----------- | ----------- |
|                          | Didier Paris             | LREM (ENS)               | ENS                      | 11 326       | 26,83        | 20 031      | 54,24       |
|                          | René Lioret              | RN                       | RN                       | 10 005       | 23,70        | 16 897      | 45,76       |
|                          | Isabelle de Almeida,     | PCF (NUPES)              | NUP                      | 8 299        | 19,66        |             |             |
|                          | Charlotte Fougère        | LR (UDC)                 | LR                       | 5 620        | 13,31        |             |             |
|                          | Hervé Moreau             | SE                       | DVD                      | 2 924        | 6,93         |             |             |
|                          | Denis Jordan             | REC                      | REC                      | 1 843        | 4,37         |             |             |
|                          | Clélia Robert            | EAC                      | ECO                      | 1 430        | 3,39         |             |             |
|                          | Françoise Petet          | LO                       | DXG                      | 400          | 0,95         |             |             |
|                          | Jean-Claude Bouvarel     | DLF (UPF)                | DSV                      | 232          | 0,55         |             |             |
|                          | Michel Lambert           | POID                     | DXG                      | 130          | 0,31         |             |             |
|                          |                          |                          |                          |              |              |             |             |
| Votes valides            | Votes valides            | Votes valides            | Votes valides            | 42 209       | 97,87        | 36 928      | 90,54       |
| Votes blancs             | Votes blancs             | Votes blancs             | Votes blancs             | 673          | 1,56         | 3 039       | 7,45        |
| Votes nuls               | Votes nuls               | Votes nuls               | Votes nuls               | 244          | 0,57         | 818         | 2,01        |
| Total                    | Total                    | Total                    | Total                    | 43 126       | 100          | 40 785      | 100         |
| Abstention               | Abstention               | Abstention               | Abstention               | 42 560       | 49,67        | 44 906      | 52,40       |
| Inscrits / participation | Inscrits / participation | Inscrits / participation | Inscrits / participation | 85 686       | 50,33        | 85 691      | 47,60       |